# Tulaya
Tulaya là một chi bướm đêm thuộc họ Crambidae. Trước đây nó được đặt danh pháp là Hercynella nhưng tên gọi này đã được dành cho một chi động vật thân mềm hóa thạch.

## Các loài
- Tulaya margelana (Bethune-Baker, 1893)
- Tulaya staudingeri (Bethune-Baker, 1893)